# Панібратець Євген Олександрович
Євген Олександрович Панібратець (13 вересня 1983) — український плавець, Майстер спорту України міжнародного класу. Користується інвалідним візком.
Представляє Миколаївський регіональний центр з фізичної культури і спорту інвалідів «Інваспорт».
Багаторазовий чемпіон України. Чемпіон (50 м в/с) та бронзовий призер (200 м в/с) чемпіонату Європи 2016 року.
Нагороджений Грамотою Верховної Ради України.
Засновник Міжнародного благодійного фонду «Промінь милосердя». 